# Mycteroperca tigris
Mycteroperca tigris é uma espécie de peixe da família Serranidae.
Pode ser encontrada nos seguintes países e territórios: Anguila, Antiga e Barbuda, Aruba, Bahamas, Barbados, Belize, Bermudas, Brasil, Colômbia, Costa Rica, Cuba, Curaçau, Dominica, Estados Unidos, Guiana Francesa, Granada, Guadalupe, Guiana, Haiti, Honduras, Ilhas Caimã, Ilha de São Martinho, Ilhas Virgens Britânicas, Ilhas Virgens Americanas, Jamaica, Martinica, México, Monserrate, Países Baixos Caribenhos, Nicarágua, Panamá, República Dominicana, Santa Lúcia, São Bartolomeu, São Cristóvão e Neves, São Vicente e Granadinas, Suriname, Trindade e Tobago, Turcas e Caicos e Venezuela.
Os seus habitats naturais são: mar aberto, mar costeiro, pradarias aquáticas subtidais e recifes de coral.
Está ameaçada por perda de habitat.